# Ágoston Antal (plébános)
Ágoston Antal (? – 1817. május 11.) plébános, nyelvész.

## Élete
1797-tól Éradonyban, 
1803-tól 1817-ig Érmindszenten 
volt katolikus plébános. 
Foglalkozott nyelvészettel is. Úgy vélte, hogy ha egy ige és egy névszó hangzásában megegyezik vagy hasonló, akkor értelemben is meg kell egyezniük, keletkezésük egymásból vezethető le, de az ezt illusztráló példáit (fél, nyúl, nő) Halász Ignác A magyar szófejtés és történeti fejlődése című munkájában képtelenségnek titulálja, tévesnek ítélt szószármaztatásait Barna Ferdinánd még 1877-ben is példaként hozza fel.
Miller Jakab Ferdinánd, az 1804. április 17-én a Magyar Kurírban meghirdetett Kultsár-Prónay-féle nyelvészeti pályatétel egyik résztvevője, utal Ágoston Antal különféle nyelvrokonságot (héber, finn, északi, keleti nyelvek…) vizsgáló tevékenységére.
1805-ben a nyelvújítás során a hangász szót alkotta a zenészekre, muzsikusokra, és ennek a szóalkotásnak kapcsán három helyen fordul elő Kazinczy Ferenc levelezésében.  
Az 1805-ben megjelent munkájában (Magyar oskola... 1805.) a sémi nyelvrokonság eszméjének ad hangot.

## Munkája
- Magyar oskola, melynek tárgya a magyar nyelvnek anyai természete és a magyar szóknak belső értelmek. I. rész: az eredeti és más anyanyelveknek főtulajdonságai és a magyar szók belső értelmek vizsgálásának a mostani magyar szólás szerint való szerei. (Nagyvárad. 1805.)